# Striden vid Mannamäki

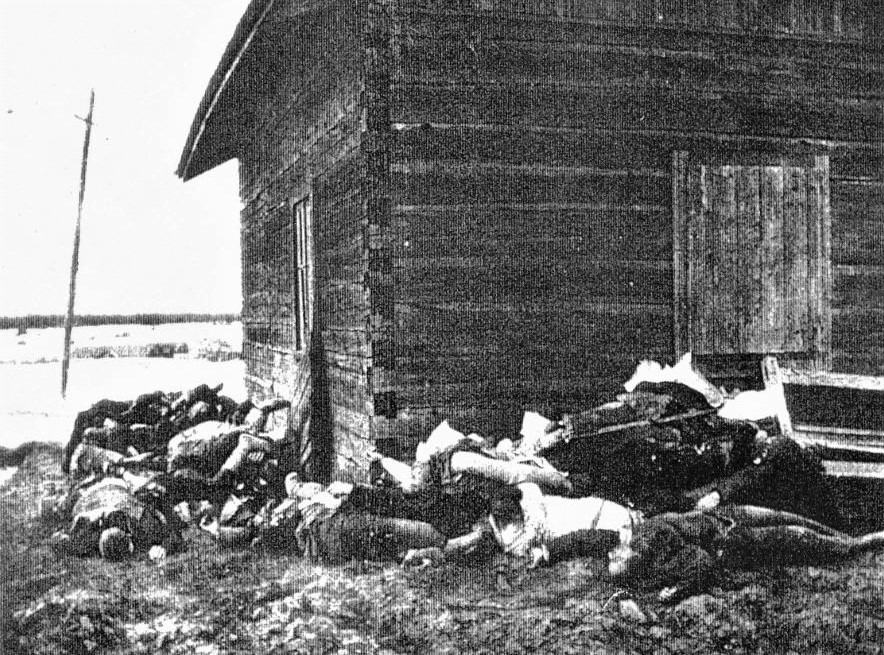
Röda som stupat i slaget vid Kyrofors staplade vid bodens knut.

Striden vid Mannanmäki utkämpade under finska inbördeskriget den 17 mars 1918 mellan de röda och de vita. Det var en av de häftigaste striderna på landsbygden under kriget. 
De vita sökte genomföra en inringning av Tammerfors, eventuellt slå fienden utanför staden. Därför föll det på Ernst Linders trupper att avancera från norr och väst mot Kyrofors fabrik byn. Där invecklade trupperna sig i strid med de röda i Järvenkylä byn, vid hög och kontrollerande Mannanmäki kullen och Nuutti lantgården under perioden mellan den 17 och 23 mars. De röda hade stöd av en rysk matrosavdelning. 
Linder avancerade väster om Kyrösjärvi och överste Harald Hjalmarson från Viljakkala i öster. I Mannanmäki ägde strider rum hela dagen den 17 och först på kvällen lyckades de vita erövra kullen som utgjorde Mannanmäki. För att undgå att omringas drog sig de röda från Kyrofors den 23 mars och från Tavastkyro den 24 mars. 
Ett utsiktstorn på Mannanmäki uppfört av A. Thule 1938 utgör ett minnesmärke över striden.